# Мандзюк Володимир Євгенійович
Володимир Євгенійович Мандзюк — майстер-сержант Збройних сил України, учасник російсько-української війни, що загинув у ході російського вторгнення в Україну у 2022 році .

## Життєпис
Військовий шлях розпочав в 1995 році, після служби в армії проходив службу в Літинському військовому комісаріаті, в подальшому служив за контрактом в військових частинах м. Вінниці. 
З 2014 служив в в/ч А1469 в місті Кропивницький. Був старшим прапорщиком на посаді техніка радіолокаційної системи посадки літаків вузла зв'язку та радіотехнічного забезпечення. В складі військової частини А1469 в період з 11.12.2019 по 28.05.2020 брав участь в АТО в Донецькій та Луганській областях. 
Загинув 01.03.2022 року в ході несення служби під час бомбардування РФ аеродрому м.Кропивницький .

## Нагороди
- орден «За мужність» III ступеня (2022, посмертно) — ''за особисту мужність і самовіддані дії, виявлені у захисті державного суверенітету та територіальної цілісності України, вірність військовій присязі.